# Kurt Piepenschneider
Kurt Piepenschneider (geboren 1901 in Hannover; gestorben 1956) war ein deutscher Architekt und Baudirektor der Stadt Braunschweig.

## Leben
Kurt Piepenschneider legte 1921 das Abitur an der Gaußschule in Braunschweig ab und studierte anschließend an der Technischen Hochschule Braunschweig. Er wurde dort am 7. August 1929 mit einer Dissertation zum Thema „Bretterverschalung an Fachwerksbauten im Harz und weiteren nördlichen Vorharzgebiet“ zum Dr.-Ing. promoviert. Er schrieb 1932 den Artikel zu Max Osterloh im 26. Band des Allgemeinen Lexikons der Bildenden Künstler. Am 1. April 1936 wurde er zum Oberbaurat und Leiter des Hochbauamtes in Braunschweig ernannt. Sein Vorgänger Hans Bernhard Reichow leitete nun das Baupolizeiamt. Als Oberbaurat entwarf er beispielsweise den  Luftschutzbunker am Madamenweg und weitere Bunkeranlagen für die Stadt Braunschweig, später wurde er zum Baudirektor befördert. 
Braunschweig hatte sich während der Zeit des Nationalsozialismus um den Titel Gauhauptstadt beworben, diesen jedoch nicht zuerkannt bekommen, trotzdem wurde ein Wettbewerb für den Neubau eines gewaltigen Gebäudekomplexes (das sogenannte „Verwaltungsforum Braunschweig“, in Anlehnung an die Gauforen) unter sechs Architekten ausgerufen. In dem Ratsprotokoll aus dem Jahr 1941 heißt es bezüglich der Planungen für Braunschweig am 9. Juni 1941 unter Punkt 4:

„Wettbewerb über das neue Forum. […] Oberbaurat Dr. Piepenschneider führte aus, daß der Oberbürgermeister zur Errichtung eines neuen Forums am 21. April 1941 einen engeren Wettbewerb ausgeschrieben und 6 namhafte Architekten aufgefordert hat, sich an dem Wettbewerb zu beteiligen. Die Richtlinien zur Teilnahme an diesem Wettbewerb wurden von Oberbaurat Dr. Piepenschneider verlesen. Der Präsident der Reichskulturkammer hat dem Wettbewerb zugestimmt.“

Als Architekt entwarf er unter anderem die Fassaden für die Ladenstraße an der Schlosspassage (zwischen Bohlweg und Münzstraße). Am 1. Oktober 1949 wurde diese nach einjähriger Bauzeit eröffnet und galt als Sehenswürdigkeit im Nachkriegsbraunschweig. Als unter anderem Kaufhäuser wie C&A, Flebbe, Weipert oder Woolworth im direkten Umfeld am Damm einzogen, verlor sie an Attraktivität. In seine Amtszeit fiel der Bau oder die Erweiterung einiger Gebäude des Braunschweiger Flughafens. 
Piepenschneider wurde am 10. Januar 1957 mit dem 1. Preis in einem Architektenwettbewerb ausgezeichnet. Am 21. Mai 1958 wurde in Ratzeburg der Grundstein für den Neubau der Lauenburgischen Gelehrtenschule gelegt, die nach seinen Plänen errichtet wurde.

## Veröffentlichungen
- Erste Reise in Italien. Wissenschaftlicher Ausflug der Architekturabteilung der Technischen Hochschule zu Braunschweig. In: Westermanns Monatshefte. 1926, S. 646 ff.
- Bretterverschalung an Fachwerksbauten im Harz und weiteren nördlichen Vorharzgebiet. Technische Hochschule Braunschweig, Braunschweig 1929, OCLC 71903943 (Dissertation, maschinenschriftlich, ungedruckt).
- Osterloh, Max. In: Hans Vollmer (Hrsg.): Allgemeines Lexikon der Bildenden Künstler von der Antike bis zur Gegenwart. Begründet von Ulrich Thieme und Felix Becker. Band 26: Olivier–Pieris. E. A. Seemann, Leipzig 1932, S. 80 (biblos.pk.edu.pl).
- Bemerkenswerte Bauvorhaben in Braunschweig / Die Siedlung in Niedersachsen 1936 und 1937. In: Die nationalsozialistische Gemeinde. Zentralblatt der NSDAP für Gemeindepolitik. Ausgabe Niedersachsen, 6. Jahrgang 1938.
- Ein neuer Eigenheimtyp: „Vierlingseigenheime“. In: Deutsche Bauzeitschrift. 1954, S. 438–441.
- mit Ursula Braunholz-Schütze, Gerhard Kern, H. Schröter: Fußgängerplätze im Stadtinnern. Wettbewerb für den Stadtkern in Northeim. In: Bauwelt. Heft 28, 1956, S. 654–655.
- mit Kurt Stohrer: Erweiterungsbau des Kreisverwaltungsgebäudes in Helmstedt. In: Deutsche Bauzeitschrift. 1957, S. 390–391.
- mit Ursula Schütze: Lauenburgische Gelehrtenschule in Ratzeburg. In: Bauwelt. 1962, S. 1855–1858.